# 하이업엔터테인먼트
하이업 엔터테인먼트(영어: Highup Entertainment)는 대한민국의 엔터테인먼트 회사로, 본사는 서울특별시 마포구 동교로23길 67 (연남동)에 위치해 있다.

## 연혁
- 2017년 6월 14일 : 회사 설립[4]

## 현재 소속 아티스트

### 가수
- 스테이씨 - 6인조 걸 그룹

### 프로듀서
- 블랙아이드필승

## 현재 소속 연습생
- 박예은 (I-LAND 2 출연자)
- 나하은

## 과거 소속 아티스트
- 사이로 - 남성 듀오

## 이전 소속 연습생
- 스테이씨 데뷔조
  - 김민정(2002년생)
  - 정채연
  - 장치엔치엔